# Megacrex inepta
Megacrex inepta е вид птица от семейство Rallidae, единствен представител на род Megacrex. Видът е почти застрашен от изчезване.

## Разпространение
Видът е разпространен в Индонезия и Папуа Нова Гвинея.